# Der Mann im Steinbruch
Der Mann im Steinbruch ist ein deutsches Stummfilmdrama von und mit Einar Zangenberg.

## Handlung
Bert Ringstetten gilt als genialer Ingenieur. Der Großgrundbesitzer Graf von Rüdersheim will Ringstettens Können ausnutzen und bittet ihn, eine große Transportspur für die zu fördernden Bodenschätze aus dem gräflichen Steinbruch anzulegen. Baronesse Eva, die Tochter des Grafen, findet rasch Gefallen an dem adretten und talentierten Ingenieur, und beide kommen sich näher. Dies missfällt wiederum einem Neffen des Grafen, Joachim von Rüdersheim, sehr. Oberingenieur Geltern missgönnt seinem Kollegen Ringstetten dessen beruflichen Erfolg. Joachim wiederum zeigt eigenes Interesse an Eva. Als er bei ihr zu landen versucht, blitzt er bei der jungen Dame, die sich längst für ihren Bert entschieden hat, ab. Auch dem alten Grafen gefällt die von ihm nicht als standesgemäß empfundene Beziehung seiner Tochter mit seinem Angestellten, und so wird Ringstetten vom alten Rüdersheim kurzerhand entlassen, als er dessen Tochter Eva ehelicht.
Das junge Glück ist von Anbeginn knapp bei Kasse, und die Situation bessert sich mitnichten, als der alte Graf das Zeitliche segnet. Rüdersheim senior hat in seinem Testament verfügt, dass sein Neffe solange das hinterlassene Vermögen verwalten solle, solang Töchterchen Eva mit dem sozialen „Parvenü“ Ringstetten verheiratet ist. Es hilft alles nichts, Eva muss eines Tages den Gang nach Canossa, zu Vetter Joachim, gehen, und ihn um Geld aus dem väterlichen Vermögen bitten. Dieser lässt sie aber abtropfen, da sie sich nicht bereit zeigt, seine Zudringlichkeiten über sich ergehen zu lassen. Bert ist seiner Frau heimlich gefolgt und glaubt die beiden bei einem zärtlichen Stelldichein erwischt zu haben. Geknickt begibt er sich zum Steinbruch, um sich dort das Leben zu nehmen. Dort entdeckt er die Leiche des missgünstigen Oberingenieurs. Geltern hatte Ringstettens Erfindung gestohlen und, mit ihr im Gepäck, eine Karriere als Direktor eines Elektrizitätswerk angestrebt. Doch die Erfindung konnte er nicht einsetzen, und so bereitete er gefrustet seinem Leben ein Ende. 
Ringstetten nimmt dessen Anstellungsvertrag und Papiere an sich und tritt dessen Posten als neuer Elektrizitätsleiter Geltern in Eisenfeld an. Seinen eigenen Mantel und den Revolver, mit dem sich der bis zur Unkenntlichkeit entstellte Oberingenieur erschossen hatte, ließ Bert zurück. Eva, die auf der Suche nach ihrem Mann die Leiche mit Berts Mantel auffindet, glaubt, ihren Gatten entdeckt zu haben. Joachim ist Eva nachgelaufen und versucht nochmals, die mutmaßliche Witwe Eva für sich zu gewinnen, wird aber erneut zurückgewiesen. Daraufhin sorgt Joachim dafür, dass Eva verhaftet und des Gattenmordes angeklagt wird. Ihr Mann alias der falsche Geltern hört von dem Prozess und erscheint im Gerichtssaal. Damit fällt die Anklage in sich zusammen, und beide klären das Missverständnis um die missverstandene Begegnung zwischen Eva und Joachim. Bert und seine Frau versöhnen sich wieder.

## Produktionsnotizen
Der Mann im Steinbruch entstand 1916 und wurde im April 1917 in Berlins Mozartsaal uraufgeführt. Die Filmlänge des Drei- bzw. Vierakters betrug, je nach Zensurfassung, 1333 bzw. 1261 Meter. Ein Jugendverbot wurde erteilt.

## Kritiken
„Einar Zangenberg … bürgt durch sein ausgezeichnetes Spiel für einen vollen Erfolg des Bildes. Ein weiterer Vorzug des „Mann im Steinbruch“ ist die kriminelle Handlung [sic!] des Sujets, die vortrefflich ausgearbeitet ist.“